# 大小路
大小路（おおしょうじ）は、大阪府堺市堺区の中心市街地を東西に横断する道路。

## 概要
堺の語源である国境の街を象徴する道路で、旧来の堺市街となる環濠内の概ね中央を北西から南東方向に貫いている。摂津国と和泉国の国境としての役割は、1871年（明治4年）9月に摂泉国境が大和川に変更されるまで続いた。
現行の道路名は堺市道大小路線。古くから絵図等において大小路通と表記されることも多く、他に道路愛称として大小路シンボルロード、大小路筋とも表記される。南海本線堺駅と南海高野線堺東駅を結び、南海バスが堺駅 - 堺東駅間のシャトルバスを大小路ルートで運行している。毎年10月の第3日曜日とその前日には堺まつりパレードが行われる。
- 起点：大阪府堺市堺区戎島町2丁「吾妻橋（堺駅前）交差点」
- 終点：大阪府堺市堺区南瓦町「堺東駅南口交差点」
- 距離：約1.5km

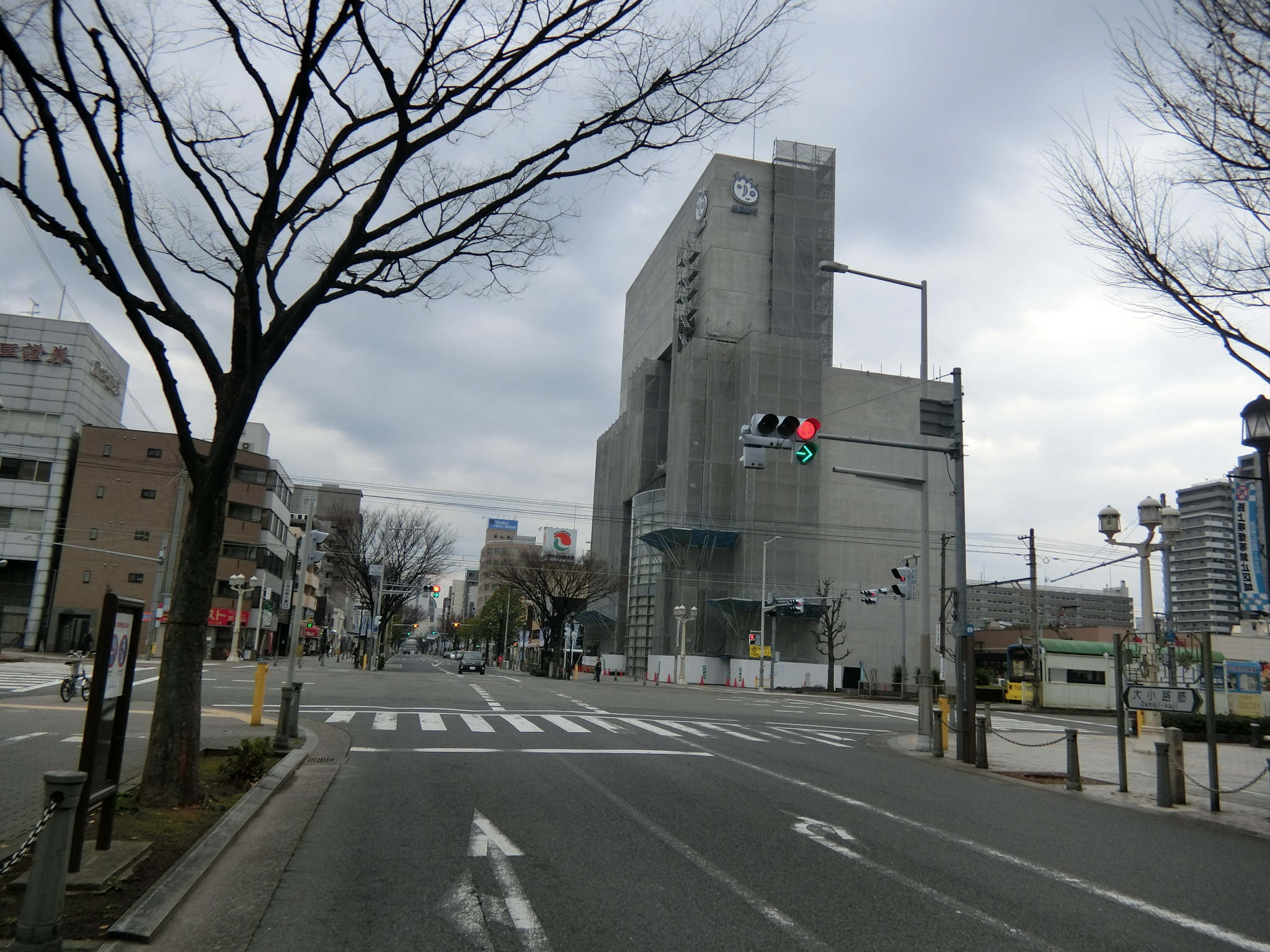
大道筋（紀州街道）との交点付近 2015年12月撮影
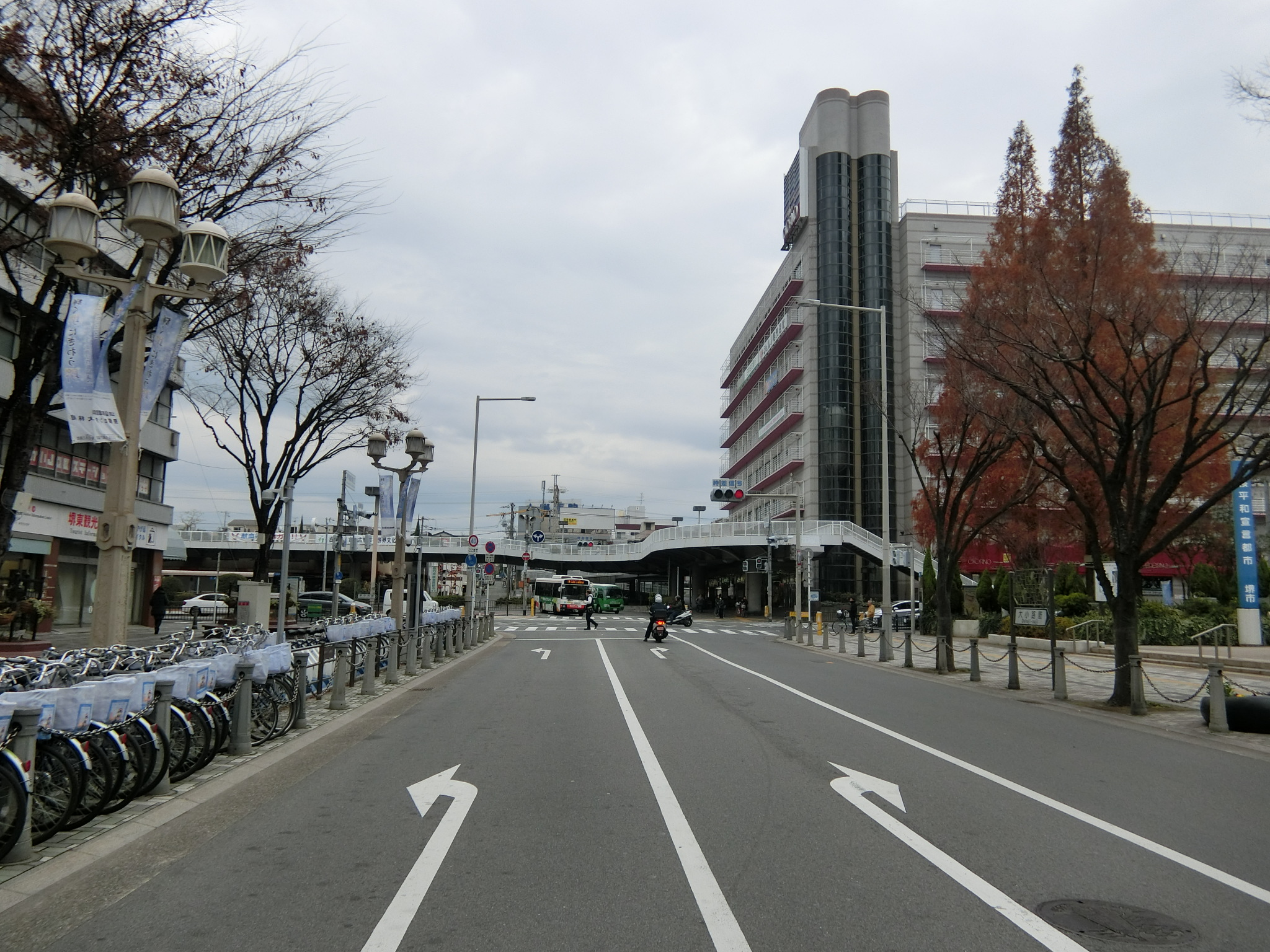
終点付近（堺市役所前） 2015年12月撮影
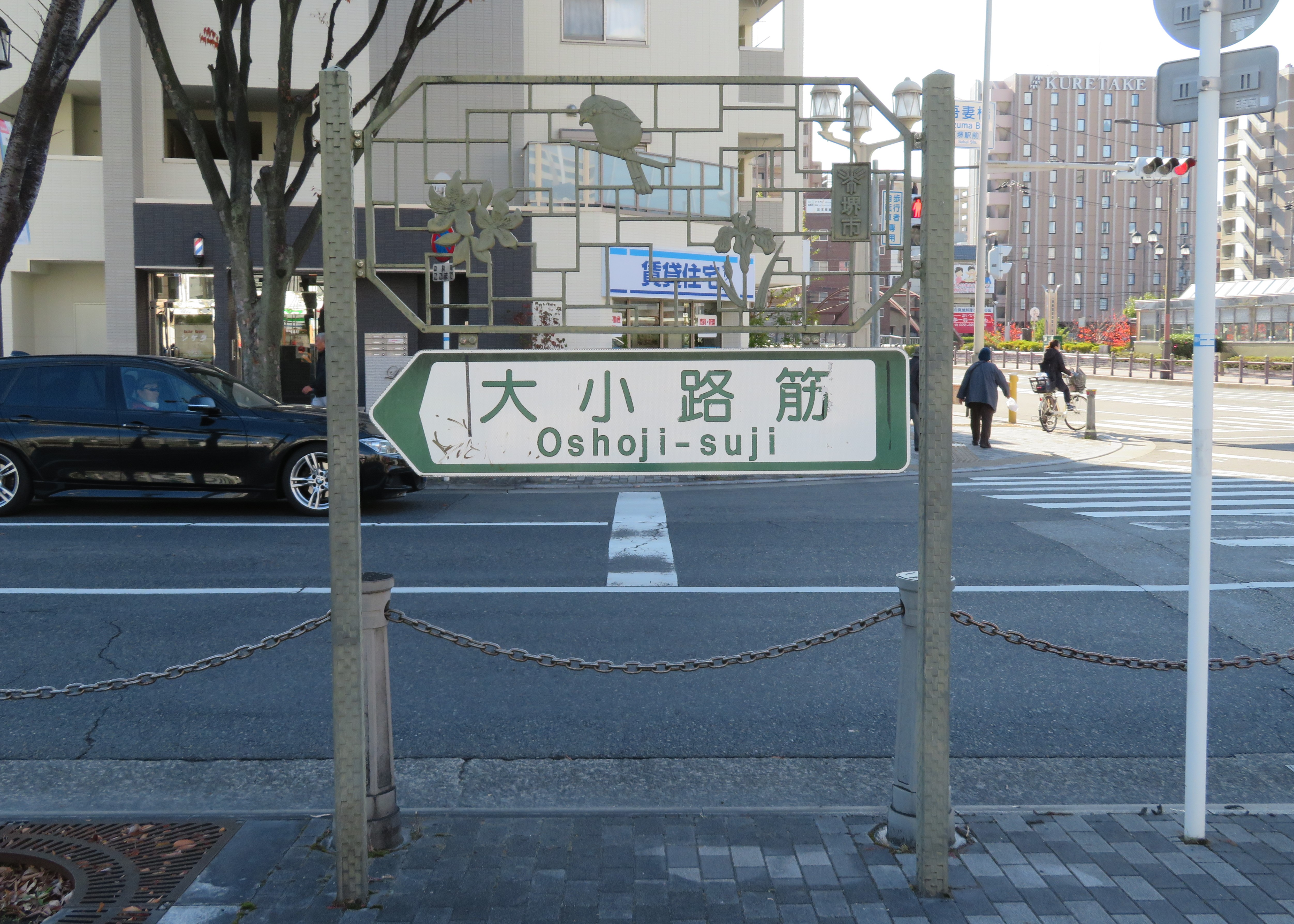
大小路の道路標識（堺駅前） 2019年11月撮影

## 歴史
堺市街地の東西幹線として現在の位置に大小路が敷かれたのは1615年（元和元年）であるが、それ以前から大小路の存在が確認でき、1406年（応永13年）の油屋助六畠地売券に大小路町の記載がすでに見られる。中世にはこの大小路付近より北側が摂津国住吉郡堺北荘、南側が和泉国大鳥郡堺南荘となっていた。
大坂の陣で堺市街地は灰燼に帰したが、大小路は元和の町割と呼ばれる復興によって、堺市街地の東西方向（横筋）の基幹道路として5間幅の幹線道路に再整備された。東端の土居川（現在は埋立。阪神高速15号堺線）に架かる大小路橋には高札場が設けられ、竹内街道や西高野街道と接続する堺の東玄関となった。かつては、南北方向（縦筋）の基幹道路である大道筋（紀州街道）との交点付近において湯屋町・市之町の町名が見られ、風呂屋や市場があったと推測される。また、北大小路町・南大小路町・北向井領町・南向井領町といった大小路に面した東西方向の町割もあった。なお、1872年（明治5年）以降は北側が熊野町、南側が市之町に統一されている。大道筋の一筋東の東六間筋と大小路の交点は古くから晴明辻と呼ばれるが、案内板には大道筋と大小路の交点とある。
自治組織については、当初大小路を境とする二分に本郷・端郷の二分が加わり、北端郷・北本郷・南本郷・南端郷の四分で四辻（よつじ）と総称されていたが、1693年（元禄6年）に本郷・端郷の二分を廃して堺北組と堺南組の南北2組となった。氏神社については、大小路を境に菅原神社（天神）と開口神社（大寺）に現在も分かれている。
明治以降に大小路橋 - 堺東駅南口間が整備され、1898年（明治31年）に泉北郡向井村（当時）に開業した堺東駅は、大小路橋の東方に位置することから大小路駅として開業している（開業2年後に堺東駅へ改称）。1911年（明治44年）には大道筋との交点付近に現在の大小路停留場が開業した。
堺大空襲後の戦災復興事業により、縦筋・横筋ともに防災に主眼を置いた幅員50mの大通りが計画されたが、横筋では従来の基幹道路である大小路ではなく、大浜公園 - 龍神駅 - 宿院停留場間が活況を呈していた3筋南の宿院通り（現在のフェニックス通り。大阪中央環状線）を拡幅することになった。このとき東西幹線としての終焉を迎えた大小路はさらに、長尾街道（花田口筋）の新道にあたる3筋北の堺大和路線（堺大和高田線）にも交通量で抜かれるに至った。
1984年（昭和59年）から、堺市が大小路シンボルロード整備事業として歩道の拡幅、壁画モニュメントや噴水の整備、共同溝による電線の地中化、大小路橋歩道橋の架け替えなどを行った。しかし、堺東駅で東端を迎えてしまうこともあって、自動車の交通量も少ない。1989年（平成元年）に市制100周年記念事業の一環として、大小路筋の道路愛称が堺市から与えられた。
その後、堺市は、大小路を含む区間にLRTの通る軌道線を整備する構想をたてたが、大小路が一方通行になり駐停車もできなくなるということを含めた問題点が幾つもあり、2009年に市長に就任した竹山修身は、選挙中からLRT中止を公約とし、就任後に中止とした。

## 主な接続道路
- 大道筋（大小路（堺警察署前）交差点）
- 堺市道砂道翁橋線（大小路橋交差点）
- 阪神高速15号堺線（大小路橋交差点） - ただし、堺出入口の出路のみ。入路はフェニックス通りへ迂回する必要がある。
- 大阪府道30号大阪和泉泉南線（堺東駅南口交差点）

## 周辺情報
- 堺警察署
- 菅原神社 - 大小路以北の氏神社
- 開口神社 - 大小路以南の氏神社
- 堺郵便局
- 堺税務署
- 大阪地方裁判所堺支部
- 堺市役所・堺区役所